# 원가 (회계)
원가(cost)는 특정물품이나 서비스와 같은 특정자원을 얻는 데 소멸된 재화나 용역의 가치를 화폐액으로 측정한 것이다.
특히 회계에서 재고자산평가나 경영자의 의사결정 등과 같이 원가정보의 이용목적을 위해서 소비된 원재료, 노동력 등의 경제적 가치를 가지는 자원을 모든 자원의 경제적 비용을 측정할 수 있는 화폐단위로 표시한 것을 말한다.

## 취득원가와 제조원가
흔히 물건을 원가에 판다는 말은 취득원가 또는 제조원가에 판다는 말이다.
취득원가(Acquisition Cost): 제조업체나 도매상에서 재고나 설비 등을 사온 당시에 지불한 자원의 가격. 각종 부대비용(운송료, 부가세 등)은 취득원가에 포함함.
제조원가(Manufacturing Cost): 물건을 만들 때 든 돈. 임대료, 전기수도료, 종업원 급여도 제조원가에 포함됨. 직접 재료원가, 직접노무원가, 제조간접원가로 나누어진다

## 제조원가의 3요소
제조원가요소는 직접재료비(=직접재료원가), 직접노무비(=직접노무원가), 제조간접비로 세 요소로 분류하거나, 재료비(-재료원가), 노무비(=노무원가), 제조경비 세 요소로 분류할 수 있다.
1

## 기초원가와 가공비
제조원가의 구성요소에서 직접재료원가와 직접노무원가가 가장 기초적인 제조원가이므로 기초원가(prime cost)라고 부른다. 직접노무원가와 제조간접원가는 직접재료를 가공하는 원가이므로 가공비(전환원가 conversion cost)라고 부른다.
이와 같이 발생한 원가 중 미래적 경제적 효익을 가져오는, 기업의 수익획득에 아직 사용되지 않은 미소멸원가는 자산으로, 수익획득에 사용된 소멸원가는 비용으로 재무제표에 계상되며 수익획득에 기여하지 못한 소멸원가는 손실로 계상된다. 예를 들면 기업이 제품을 제조하면서 지출한 금액 중 아직 판매되지 않은 제품의 제조원가는 재고자산(자산)으로, 판매된 제품의 제조원가는 매출원가는 매출원가(비용)으로 계상되며 판매와 관계없이 소멸된 제품의 제조원가는 재고자산감모손실(손실)로 계상된다는 것이다.

## 같이 보기
- 이익
- 자본
- 자산
- 부채